# Richard Toensing
Richard Toensing (Saint Paul, Minnesota, 11 maart 1940 – ?, 2 juli 2014) was een hedendaags Amerikaans componist, dirigent en muziekpedagoog.

## Biografie
Toensing studeerde aan het St. Olaf College in Northfield, Minnesota en behaalde zijn Bachelor of Music in 1962. Aansluitend wisselde hij aan de Universiteit van Michigan in Ann Arbor en behaalde zijn Master of Music in 1963 en promoveerde tot Doctor of Musical Art in 1967. Zijn leraren waren onder anderen Ross Lee Finney en Leslie Bassett. Vanaf 1968 deed hij postdoctorale studies in elektronische muziek. 
Hij werd docent en later assistent-professor aan het Upsala College in East Orange (New Jersey). Eveneens was hij dirigent van de algehele Upsala Choirs van 1966 tot 1972. Daarna werd hij professor voor compositie aan de Universiteit van Colorado in Boulder. Hier was hij ook directeur van het Electronic Music Studio, het New Music Festival en het New Music Ensemble. Van 1984 tot 2001 was hij hoofd van de faculteit compositie en muziektheorie. 
Toensing werd onder meer onderscheiden met de Joseph H. Bearnes Prijs van de Columbia-universiteit in New York, en twee keer met de BMI Student Composer Award. Verder was hij fellow van de Guggenheim Foundation en kreeg een opdracht van de National Endowment for the Arts. 
Als componist schreef hij werken met een grote variatie van stijlen, bijvoorbeeld vrije atonale werken in de jaren 1960 en 1970 en een vernieuwd interesse aan gevarieerde vormen van diatonische muziek in latere jaren. 

## Composities

### Werken voor orkest
- 1995 Concerto nr. 2, voor fluiten (fluit en alt-fluit) en orkest 
  1. Allegro con spirito
  2. Lento; Mesto
  3. Alla Marcia

### Werken voor harmonieorkest
- 1965 Doxologies, voor harmonieorkest
- 1983 Concerto nr. 1, voor fluiten (fluit, piccolo en alt-fluit) en harmonieorkest
- 2005 The Whitman Tropes, voor sopraan en harmonieorkest
- Night Songs, voor mezzosopraan en groot harmonieorkest

### Missen, oratoria en gewijde muziek
- A Thomas Requiem, cyclus van liederen op gedichten van Dylan Thomas, voor tenor, harp, fluit, klarinet en slagwerk
- A Psalm for Vespers, voor gemengd koor en groot harmonieorkest
- Hymns for the Orthros of Christmas, voor sopraan, alt, tenor, bas en gemengd koor
- Nunc Dimittis, voor mannenkoor, piano en orgel
- Psalm 84, voor gemengd koor, koperkwintet en orgel
- Responsoria, 27 motetten voor de heilige week voor solisten (SSATBarB), piano, slagwerk (1 speler) contrabas 
  1. Boek 1
    1. In Monte Oliveti
    2. Tristis Est
    3. Ecce Vidimus
    4. Amicus Meus
    5. Judas Mercatur Pessimus
    6. Unus Ex Discipulis
    7. Eram Quasi Agnus
    8. Una Hora Non Potuistis
    9. Seniores Populi

  2. Boek 2
    1. Omnes Amici Mei
    2. Velum Templi
    3. Vinea Mea Electa
    4. Tamquam Ad Latronem
    5. Tenebrae Factae Sunt
    6. Animam Meam Dilectam
    7. Tradiderunt
    8. Jesum Tradidit
    9. Caligaverunt

  3. Boek 3
    1. Sicut Ovis
    2. Jerusalem, Surge
    3. Plange Quasi Virgo
    4. Recessit Pastor Noster
    5. O Vos Omnes
    6. Ecce Quomodo Moritur Justus
    7. Astiterunt Reges Terrae
    8. Aestimatus Sum
    9. Sepulto Domino
- Spring, a Sacred Song Cycle, voor sopraan en vijftien instrumenten
- The Advent Gospel, kamer-oratorium
- The Divine Liturgy of "St. John Chrysostom", voor solisten en gemengd koor
- Three Christmas Motets, voor dubbelkoor

### Vocale muziek
- Nocturnes and Memories, voor sopraan en orkest
- The Wendell Berry Songs, voor mezzosopraan en piano

### Kamermuziek
- 1985 Angels, voor fluit, klarinet, twee slagwerkers, piano en strijkkwartet
- 1993-1994 Fantasia «of Angels and Shepherds», voor cello en twee slagwerkers
- Children of Light, voor fluit, klarinet en piano
  1. Dawn Processional
  2. The Song of the Morning Stars
  3. The Robe of Light
  4. Silver Lightning, Golden Rain
  5. Phos Hilarion (Vesper Hymn)
- Choralebook, voor fluit, klarinet, twee slagwerkers, piano en strijkkwartet
- Ciacona, voor fluit (alt-fluit, piccolo), klarinet (basklarinet), piano, viool en cello
- From the Book of Hours, voor orgel, piano en twee slagwerkers
- Ikos, voor orgel, piano en twee slagwerkers
- Nightwatches, voor hobo en piano
- Windhaloes, voor harp, klarinet, synthesizer en slagwerk

### Werken voor piano
- 1977 Variations for Piano
- Hidden Ground
- Stanzas

### Werken voor orgel
- 1966-1979 Sounds & Changes II
- 1966-1979 Sounds & Changes III
- 1966-1979 Sounds and Changes IV, voor orgel en slagwerk
- Processions, voor barok-orgel
- Three Chorales